# Weberbauerocereus albus
Weberbauerocereus albus ist eine Pflanzenart aus der Gattung Weberbauerocereus in der Familie der Kakteengewächse (Cactaceae). Das Artepitheton albus stammt aus dem Lateinischen und bedeutet ‚weiß‘.

## Beschreibung
Weberbauerocereus albus wächst baumförmig mit im unteren Drittel verzweigten, geraden, meist aufrechten, graugrünen Trieben und erreicht bei Durchmessern von 8 Zentimetern Wuchshöhen von bis 6 Metern. Die 15 bis 18 Rippen sind 1 Zentimeter hoch und äußerst stumpf. Die darauf befindlichen Areolen sind braun. Aus ihnen entspringen ein bis zwei Mitteldornen und 15 bis 25 Randdornen. Die sehr kräftigen, hell bräunlich gelben Mitteldornen sind pfriemlich und 5 bis 10 Millimeter lang. Die hell gelben bis bräunlich gelben Randdornen sind bis 10 Millimeter lang. Die untersten von ihnen sind feiner. Im blühfähigen Bereich verändern sich die Gestalt der Dornen und sie gehen schließlich in bis 10 Zentimeter lange Haare über.
Die etwas zygomorphen und etwas duftenden Blüten öffnen sich in der Nacht, bleiben jedoch bis zum nächsten Morgen geöffnet. Sie sind bis 12 Zentimeter lang und weisen Durchmesser von 5,5 bis 7,5 Zentimeter auf. Ihre Blütenhüllblätter sind weiß bis rosafarben. Die kugelförmigen Früchte sind grünlich bis rötlich und erreichen Durchmesser von bis 3 Zentimetern. Sie sind dicht mit Wolle besetzt.

## Verbreitung, Systematik und Gefährdung
Weberbauerocereus albus ist in den peruanischen Regionen Cajamarca und Ancash in Höhenlagen von 2000 bis 3000 Metern verbreitet.
Die Erstbeschreibung erfolgte 1962 durch Friedrich Ritter. Nomenklatorische Synonyme sind Haageocereus albus (F.Ritter) G.D.Rowley (1982) und Haageocereus albus (F.Ritter) P.V.Heath (1995, nom. illeg.).
In der Roten Liste gefährdeter Arten der IUCN wird die Art als „Least Concern (LC)“, d. h. als nicht gefährdet geführt.

## Nachweise